# حمله ۲۰۱۸ بورکینافاسو
حمله ۲۰۱۸ بورکینافاسو روز جمعه ۲ مارس با تیراندازی و شلیک مهاجمان و انفجار چند خودرو به مرکز نظامی در واگادوگو، پایتخت بورکینافاسو و همچنین به سفارت فرانسه رخ داد که این حملات ۷ نفر کشته و دست‌کم ۵۰ زخمی بر جا گذاشت.

## شرح حادثه
روز جمعه ۲ مارس ۲۰۱۸ شبه نظامیان افراطی اسلامگرا به مرکز نظامی بورکینافاسو در واگادوگو، پایتخت این کشور و همچنین سفارت فرانسه حمله کردند.
طبق گفته شاهدان پنج خودروی وانت به محل وارد شد و مهاجمان از آن پیاده شده و با سر دادن فریادهای «الله اکبر» وانت‌ها را منفجر کرده و شروع به شلیک کردند.
این درگیری تا حوالی ظهر به وقت محلی برای چند ساعت ادامه داشت.
هم‌زمان صدای انفجار شدیدی نیز از غرب واگادوگو شنیده شد که موج آن تا شعاع یک کیلومتری را لرزاند و دود غلیظی آسمان را پوشاند.

## تلفات
در این حملات ۷ مأمور امنیتی و ۶ نفر از مهاجمین کشته و دست‌کم ۵۰ نفر زخمی شدند.
تمامی کارکنان و کارگران از محل حادثه فرار کردند.

## مظنونین
تعداد مهاجمان دقیقاً مشخص نیست، به گفته شاهدان ۵ تا ۱۰ نفر بوده‌اند.
گروه جماعت النصر الاسلام وابسته به القاعده در کشور مالی مسئولیت این حمله را برعهده گرفت.

## واکنش‌ها
رئیس پلیس بورکینافاسو و ادوارد فیلیپه نخست‌وزیر فرانسه، هر دو این حمله را «اقدام تروریستی» خوانده‌اند.